# Tribune Media
Tribune Media Company, nota anche come Tribune Company, era un conglomerato multimediale statunitense con sede a Chicago, Illinois.
Attraverso Tribune Broadcasting Tribune Media era una delle più grandi società di trasmissione televisiva, possedendo 39 stazioni televisive negli Stati Uniti e gestendo altre tre stazioni attraverso accordi di marketing locale. Possedeva il canale/superstazione nazionale via cavo WGN America, il canale regionale di notizie via cavo Chicagoland Television (CLTV) e la stazione radio di Chicago WGN.
Prima dello spin off dell'agosto 2014 della divisione editoriale della società in Tribune Publishing, Tribune Media era il secondo editore di periodici più grande della nazione dietro la Gannett Company con dieci quotidiani, tra cui Chicago Tribune, Los Angeles Times, Orlando Sentinel, Sun-Sentinel e The Baltimore Sun e diversi tabloid.
Nel 2007 gli investitori hanno acquistato la società facendosi carico di ingenti debiti. Il successivo fallimento della Tribune Company nel 2008 è stato il più grande fallimento nella storia dell'industria dei media statunitense. Nel dicembre 2012 la Tribune Co. è uscita dal fallimento. Tribune ha annunciato la sua vendita a Sinclair Broadcast Group (azienda con sede a Hunt Valley, nel Maryland) l'8 maggio 2017, ma il 9 agosto 2018 ha annullato la cessione e ha citato in giudizio Sinclair per violazione del contratto. Il 3 dicembre 2018 Nexstar Media Group ha annunciato che si sarebbe fusa con Tribune Media per $ 4,1 miliardi. La più grande fusione di media nella storia degli Stati Uniti è stata approvata nel 2019.

## Storia
La Tribune Company fu fondata il 10 giugno 1847 quando l'omonimo Chicago Daily Tribune pubblicò la sua prima edizione in uno stabilimento di una stanza situato a LaSalle e Lake Streets nel centro di Chicago. La tiratura originale consisteva in 400 copie stampate a mano. Il Tribune costruì il suo primo edificio, una struttura a quattro piani a Dearborn e Madison Street, nel 1869. L'edificio fu distrutto nel Grande Incendio di Chicago dell'ottobre 1871, insieme alla maggior parte della città. Il Tribune riprese la stampa due giorni dopo con un editoriale che dichiarava "Chicago Shall Rise Again". Joseph Medill, un nativo dell'Ohio che acquisì un interesse nel Tribune nel 1855, ottenne il pieno controllo del giornale nel 1874 e lo gestì fino alla sua morte nel 1899. 
I due nipoti di Medill, i cugini Robert R. McCormick e Joseph Medill Patterson, assunsero la guida nel 1911. Nello stesso anno, la prima cartiera del Chicago Tribune aprì a Thorold, Ontario, Canada. Ha segnato l'inizio del produttore canadese di carta da giornale in seguito noto come QUNO, in cui Tribune ha tenuto un interesse di investimento fino al 1995.
Patterson fondò il secondo giornale della compagnia, il New York News nel 1919. La proprietà del Tribune del tabloid di New York City fu considerata "interconnessa" a causa di un accordo tra McCormick e Patterson.
Il giornale lanciò un'edizione europea durante la prima guerra mondiale. Per competere con il Saturday Evening Post e Collier's nel 1924, la Tribune Company lanciò una rivista nazionale settimanale, Liberty, gestita da una sussidiaria, McCormick-Patterson.